# Church Rock
Church Rock (navajo: Kinłitsosinil) är en så kallad census-designated place i McKinley County i delstaten New Mexico. Vid 2010 års folkräkning hade Church Rock 1 128 invånare.